# 초한수

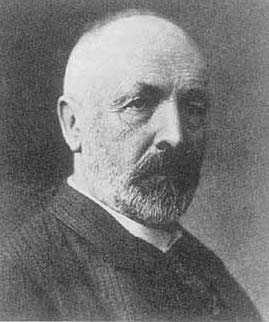
칸토어

수학에서 초한수(超限數, 영어: transfinite number)는 유한하지 않은 순서수와 기수를 뜻한다. 모든 유한한 수보다 크지만, 절대적 무한은 아니다. 게오르크 칸토어가 절대적 무한과 구별하기 위해 처음 사용한 용어이다.

## 순서수
칸토어가 정의한 순서수는 모든 쌍의 원소가 비교 가능한 순서가 부여되었고, 모든 부분 집합이 최소 원소를 갖는 집합이되, 둘 사이에 순서를 보존하는 일대일 대응이 존재한다면 서로 같다고 보아 얻는 개념이다. 가장 작은 초한 순서수 {\displaystyle \omega }는 표준적인 순서를 갖춘 양의 정수의 집합 {\displaystyle 1<2<\cdots }에 대응하는 순서수이다. 그 다음 순서수 {\displaystyle \omega +1}는 {\displaystyle 1<2<\cdots <\omega }에 대응하는 순서수이며, 그 다음 순서수 {\displaystyle \omega +2}는 {\displaystyle 1<2<\cdots <\omega <\omega +1}에 대응한다. 처음 몇 초한 순서수들은 다음과 같다.:§41.8
{\displaystyle \omega ,\omega +1,\dots ,\omega 2,\omega 2+1,\dots ,\omega 3,\omega 3+1,\dots ,\omega ^{2},\dots ,\omega ^{3},\dots ,\omega ^{\omega },\dots ,\omega ^{\omega ^{\omega }},\dots }

## 기수
마찬가지로, 칸토어가 정의한 기수는 집합에서 두 집합 사이에 일대일 대응이 존재한다면 서로 같다고 보아 얻는다. 가장 작은 초한 기수 {\displaystyle \aleph _{0}}(알레프 0)은 모든 자연수의 집합에 대응한다. 마찬가지로 {\displaystyle \aleph _{1}}은 모든 {\displaystyle \aleph _{0}} 크기의 순서수의 집합에 대응하며, {\displaystyle \aleph _{2}}는 모든 {\displaystyle \aleph _{1}} 크기의 순서수의 집합에 대응한다. 처음 몇 초한 기수들은 다음과 같다.:§41.8
{\displaystyle \aleph _{0},\aleph _{1},\dots ,\aleph _{\omega },\dots }

## 역사
19세기 말에 게오르크 칸토어가 처음 도입하였다.:§41.8

## 같이 보기
- 알레프 수
- 베트 수
- 초한 귀납법